# 大津幸四郎
大津 幸四郎（おおつ こうしろう、1934年 - 2014年11月28日）は、日本の映画監督、撮影監督である。

## 経歴
1934年、静岡県に生まれる。1958年、静岡大学文理学部を卒業し、岩波映画製作所に入社。1963年、同社を退社し、フリーランスのキャメラマンに転身。土本典昭や小川紳介の監督によるドキュメンタリー映画で撮影を手がけた。2014年、代島治彦との共同監督による『三里塚に生きる』が公開される。
2014年11月28日午前0時9分、肺がんのため東京都足立区内の病院で死去。80歳没。

## フィルモグラフィー
- 圧殺の森 高崎経済大学闘争の記録（1967年） - 撮影
- 現認報告書 羽田闘争の記録（1967年） - 撮影
- 日本解放戦線 三里塚の夏（1968年） - 撮影
- パルチザン前史（1969年） - 撮影
- 水俣 患者さんとその世界（1971年） - 撮影
- 水俣一揆 一生を問う人々（1973年） - 撮影
- 不知火海（1975年） - 撮影
- 医学としての水俣病（1975年） - 撮影
- 鴎よ、きらめく海を見たか めぐり逢い（1975年） - 撮影
- 難病「再生不良貧血性」と闘う 君はいま光のなかに（1978年） - 撮影
- きらめきの季節（1980年） - 撮影
- 泪橋（1983年） - 撮影
- おもしろ学校のいち日 名取弘文の公開授業（1985年） - 撮影
- ゆんたんざ沖縄（1987年） - 撮影
- 出張（1989年） - 撮影
- 映画の都（1991年） - 撮影
- 魂の風景 大野一雄の世界（1991年） - 撮影
- 狭山事件 石川一雄・獄中27年（1991年） - 撮影
- アイランズ 島々（1993年） - 撮影
- 全身小説家（1994年） - 撮影
- 黄昏のアインシュタイン（1994年） - 撮影
- 花子（2001年） - 撮影
- チョムスキー 9.11（2002年） - 撮影
- 三池 終わらない炭鉱の物語（2005年） - 撮影
- エドワード・サイード Out of Place（2005年） - 撮影
- 大野一雄 ひとりごとのように（2005年） - 監督・撮影
- まなざしの旅 土本典昭と大津幸四郎（2011年） - 出演
- はだしのゲンが見たヒロシマ（2011年） - 撮影
- 三里塚に生きる（2014年） - 共同監督・撮影

## 著書
- 撮影術 映画キャメラマン大津幸四郎の全仕事（2013年、以文社）